# Emily Baldoni
Emily Baldoni (née Emily Foxler) est une actrice suédoise naturalisée américaine née le 3 août 1984 à Uppsala, Suède.

## Biographie
Emily Baldoni est née le 3 août 1984 à Uppsala, Suède.

### Vie privée
Depuis 2012, elle est en couple avec l'acteur, producteur et réalisateur américain Justin Baldoni. Ils se sont fiancés le 13 avril 2013, lors du tournage du court-métrage The Proposal, réalisé par Justin, où elle joue son propre rôle lors de la demande en mariage de ce dernier puis se sont mariés la même année. 
Le 11 février 2015, le couple annonce attendre leur premier enfant. Le 27 juin 2015, elle donne naissance à une petite fille prénommée Maiya Grace Baldoni. Le 19 juin 2017, ils annoncent attendre leur second enfant. Leur fils Maxwell Roland-Samuel est né le 18 octobre 2017.
Elle et son mari, sont de religion Bahai.

## Filmographie

### Cinéma

#### Longs métrages
- 2008 : Grizzly Park de Tom Skull : Bebe
- 2008 : Killer Pad de Robert Englund : Lucy
- 2009 : Hanté par ses ex (Ghosts of Girlfriends Past) de Mark Waters : Nadya
- 2009 : 16 to Life de Becky Smith : Tatiana
- 2010 : Primal (The Lost Tribe) de Roel Reiné : Anna
- 2011 : Identical de Daniel Bollag et Seo Mutarevic : Shelly Worth
- 2012 : Hidden Moon de José Pepe Bojórquez : Susan
- 2013 : Coherence de James Ward Byrkit : Em
- 2013 : Automotive de Tom Glynn : Lonely
- 2016 : Criticsized de Carl T. Evans : Clare Donaldson
- 2018 : Snapshots de Melanie Mayron : Allison
- 2019 : À deux mètres de toi (Five Feet Apart) de Justin Baldoni : Julie
- 2020 : Clouds de Justin Baldoni : Une journaliste de CNN

#### Courts métrages
- 2009 : The Elephant's Room de Chris Wallace : La femme
- 2013 : The Proposal de Justin Baldoni : La femme

### Télévision

#### Séries télévisées
- 2007 : Les Experts : Manhattan (CSI : NY) : Emma Blackston
- 2008 : Burn Notice : Katya
- 2008 : How I Met Your Mother : Claudette
- 2008 : FBI : Portés disparus (Without a Trace) : Monica Swall
- 2008 : Les Experts : Miami (CSI : Miami) : Cynthia Lang
- 2008 : Crash : Kathy
- 2009 : Bones : Lena Brodsky
- 2009 : Les Experts (CSI : Crime Scene Investigation) : Pam Harris
- 2009 : NCIS : Enquêtes spéciales (NCIS) : La secrétaire
- 2010 : Mentalist (The Mentalist) : Heather Rade
- 2010 : Legend of the Seeker : L'Épée de vérité (Legend of the Seeker) : Sœur Nicci
- 2010 : Three Rivers : Jill Hollis
- 2011 : Human Target : La Cible (Human Target) : Julia
- 2011 : Rizzoli and Isles : Sage Molette
- 2011 : Chaos : Masha Dratchev
- 2012 : Leçons sur le mariage (Rules of Engagement) : Stephanie
- 2012 : Mad Men : Emily
- 2012 : Men at Work : La serveuse
- 2013 : The Glades : Lily Truster alias Inna Szabo
- 2013 : Castle : Svetlana Renkov
- 2013 : Mob City : Claire Harmony
- 2014 : Reckless : La Loi de Charleston (Reckless) : Nancy Davis
- 2014 : Marvel : Les Agents du SHIELD (Marvel's Agents of S.H.I.E.L.D.) : Sofia
- 2014 : NCIS : Los Angeles : Olivia Bruson
- 2014 : Major Crimes : Cynthia
- 2015 / 2019 : Jane the Virgin : Une camarade de classe / Une joggeuse

#### Téléfilms
- 2010 : La Dernière Noce (Deadly Honeymoon) de Paul Shapiro : Kim
- 2012 : Sandra Chase : Une innocente en prison (Left to Die) de Leon Ichaso : Shannon

### Clip
- 2006 : Jesse McCartney : Just So You Know